# ヘルタ・ミュラー
ヘルタ・ミュラー（Herta Müller、1953年8月17日 - ）は、ルーマニア出身のドイツ語作家。チャウシェスク政権下のルーマニアにおける困難な生活や、バナート地区のドイツ人の歴史、ソ連占領下ルーマニアのドイツ系民族迫害などを主題にした作品で知られる。2009年ノーベル文学賞受賞。

## 来歴
バナート地方に属するルーマニア西部のニツキドルフ (en) に生まれる。ティミショアラ大学でドイツ学とルーマニア文学を学んだのち金属工場で技術翻訳に携わるが、共産体制下の秘密警察・セクリタテアへの協力を拒否したため職を追われた。その後幼稚園の代用教員やドイツ語の私教師をしながら生活し、1982年に短編集『澱み』によって作家としてデビューする。『澱み』は当時の多くの書物と同様検閲を受けたものであったが、後に西ドイツで未検閲のものが発表され高く評価された。体制への批判が危険視されて1984年に一切の出版活動を禁じられ、1987年に文筆家の夫リヒャルト・ヴァーグナー（de）と共に西ドイツに移住、大学講師をしながら作家活動を続けた。ウルト財団ヨーロッパ文学賞（1995年）、国際IMPACダブリン文学賞（1998年）、ベルリン文学賞（2005年）、ノーベル文学賞（2009年）などを受賞。現在はベルリン在住。
2012年、莫言がノーベル文学賞を受賞したことについて「莫言氏は（中国政府による）検閲を肯定しており、授与決定は破滅的だ」と批判した。

## 文学的背景
ヘルタ・ミュラーは2009年のノーベル文学賞を
“「故郷喪失の風景」を「濃縮した詩的言語と事実に即した散文」で描いたという理由で”
受賞した。
ヘルタ・ミュラーの生まれたバナート地方は、第一次世界大戦まではオーストリア帝国領であったが、現在はルーマニア・ハンガリー・セルビアの三カ国に分断統治されている。ヘルタ・ミュラーの家系は18世紀に入植し、オーストリア帝国没落後も同地方のルーマニア領に残ったドイツ系ルーマニア人の一つであるバナート・シュヴァーベン人である。このドイツ系住民はルーマニアの統治下にあっても、民族的矜持を持ち、純血主義をつらぬき、独自のドイツ方言を母語としていた。
しかし第二次世界大戦でルーマニアがドイツ側（枢軸国側）につき、彼らはドイツ民族としての名誉挽回の名目でソビエト連邦侵略の先兵とされた。また戦争末期には連合国側についたルーマニア政府に黙認される中、ソ連軍によって多くの若者が強制収容所ラーゲリに強制連行されたりした。ヘルタ・ミュラーの父もドイツ軍の武装親衛隊に動員され、母もラーゲリ抑留経験者であった。
戦後、ミュラーらドイツ系住民はナチスの影響からドイツ系民族のアイデンティティを主張することが難しくなった。「故郷喪失の風景」とは、独裁によって故郷を追われたことと、故郷に対する矜持を持ち出すことが歴史的事実によって憚られること、この2つを指し示している。
また戦後のルーマニアは、社会主義国家でありながら西側諸国から積極的に技術や機械を取り入れた。しかしこのためにルーマニアは対外債務を膨らませることとなる。この債務返済のためにルーマニアは生活物資をも輸出に回す政策をとり、そのために国内は一般市民に生活物資が十分に行き渡らなくなっていた。一方で特権階級者は食料品や贅沢品などをいくらでも手に入れることが出来ていた。これに対する一般市民の批判はあったが、政府はこれを秘密警察による監視によって抑圧していた。
ミュラー自身も、秘密警察への協力を断ったことで職場内からいじめを受け、それにより辞職に追い込まれる。当時のルーマニアでは失業は犯罪とされ、ミュラーは代用教員などの職で身をつないでいた。こうした中で処女作「澱み」を執筆している。出版当時の『澱み』は検閲によって内容はひどく改竄されたものであったが、2年後にベルリンで再出版されたことで、ミュラーは西側で高い評価を受けることとなる。これによってミュラーは政府から危険視されながらも安易に命を奪えない存在となった。しかしミュラーに対する尋問や家宅侵入、脅迫、執筆禁止などが相次ぎ、遂にミュラーは西ドイツへと出国した。

## 主な受賞歴
- 国際IMPACダブリン文学賞（1998年）
- カフカ賞（オーストリア）（1999年）
- クライスト賞（1994年）
- ノーベル文学賞（2009年）

## 主要作品
- 『澱み』（Niederungen 1982年、未検閲版 1984年) - 日本語訳：山本浩司訳、三修社、2010年
- 『抑圧のタンゴ』（Drückender Tango  1984年）
- 『裸足の二月』（Barfüßiger Februar  1987年）
- 『狙われたキツネ』（Der Fuchs war damals schon der Jäger 1992年）- 日本語訳：山本浩司訳、三修社、1997年
- 『心獣』（Herztier 1994年）- 日本語訳：小黒康正訳、三修社、2014年 国際IMPACダブリン文学賞受賞作
- 『飢餓とシルク』（Hunger und Seide 1995年）
- 『呼び出し』（Heute wär ich mir lieber nicht begegnet 1997年）- 日本語訳：小黒康正・髙村俊典訳、三修社、2022年
- 『息のブランコ』（Atemschaukel 2009年）- 日本語訳：山本浩司訳、三修社、2011年
- 『いつもおなじ雪といつもおなじおじさん』（Immer derselbe Schnee und immer derselbe Onkel　2011年）- 日本語訳：新本史斉訳、、三修社、2025年